# Novell Storage Services
Die Novell Storage Services (NSS) sind ein umfangreiches Dateisystempaket von Novell. Sie wurden 1998 im Rahmen von NetWare Version 5 eingeführt.
Eigenschaften sind:
- theoretisch können unendlich viele Dateien pro Datenträger (Volume) unterstützt werden
- Volumes bis zu 8 Terabytes
- Dateigrößen bis zu 8 Terabytes
- weit mehr als 1000 Volumes pro Server
- mounten/unmounten innerhalb von Sekunden (unabhängig von der Volumegröße)